# Метатекст
Метатекст је појам савремене лингвистике и науке о књижевности – означава текст који је настао под утицајем другог текста. Представља модел прототекста и начин међутекстовног надовезивања између два текста или више текстова. Настаје у процесу књижевне комуникације (аутор – дјело – прималац), у којој прималац иницира нову комуникациону ситуацију, изведену, секундарну комуникацију или метакомуникацију, која се може представити у ланцу: аутор – текст1 – прималац – текст2 = метатекст. Прималац постаје субјект метатекста и он у односу на прототекст може да буде други аутор, преводилац, научник, едитор, критичар, учитељ, лаички читалац. Тако настају ауторски метатекстови, преводи, интерпретације, редиговања, књижевно-критички текстови, метатекстови у настави књижевности, метатекстови читаоца. 
Поменуте врсте метатекста имају низ подврста, зависно од типа међутекстовног надовезивања које у основи може да буде афирмативно или контроверзно. Међу афирмативне ауторске метатекстове спада превод властитог дјела, прерада властитог дјела, цитат из дјела другог аутора, реконструкција (нпр. Мажуранићево завршавање Гундулићевог Османа), алузија, парафраза, имитација, док у контроверзне спадају пародија, травестија, критичка алузија. Превод као метатекстовна операција такође може да буде афирмативан (развија све структурне особине прототекста) и контроверзан (полемички, хумористички превод). 
Наведени типови метатекста су посматрани са аспекта синхроније. Са аспекта дијахроније извориште метатекста је традиција као систем међутекстовних односа. Њена парадигматика представља могућност свих типова међутекстовних односа, а синтагматика – избор и комбинације међутекстовних надовезивања у конкретној стилској формацији. Односи између прототекста и метатекста могу бити различити – семантички, стилистички, аксиолошки. Могу се посматрати на нивоу релација инваријантних и варијантних елемената структуре, што значи да у метатексту увијек постоји непромјенљив слој прототекста и слој варијантних рјешења.